# Peniche / Stª Cruz
Peniche / Stª Cruz este o arie protejată (sit de importanță comunitară — SCI) din Portugalia întinsă pe o suprafață de 8.263,62 ha, integral pe uscat.

## Localizare
Centrul sitului Peniche / Stª Cruz este situat la coordonatele 39°17′09″N 9°21′01″W / 39.2859°N 9.3504°V.

## Înființare
Situl Peniche / Stª Cruz a fost declarat sit de importanță comunitară în octombrie 1998 pentru a proteja 5 specii de plante și 1 specie de animale.

## Biodiversitate
Situată în ecoregiunile marină Atlantică și mediteraneană, aria protejată conține 25 de habitate naturale: Bancuri de nisip acoperite în permanență slab de apă marină, Recifuri, Vegetație anuală la limita mareei, Faleze cu vegetație de Limonium spp. endemic de pe coastele mediteraneene, Salicornia și alte specii anuale care populează regiunile mlăștinoase și nisipoase, Pășuni atlantice udate de apa mării (Glauco-Puccinellietalia maritimae), Tufărișuri halofile mediteraneene și termo-atlantice (Sarcocornetea fruticosi), Tufărișuri halo-nitrofile (Pegano-Salsoletea), Dune mobile cu vegetație embrionară, Dune mobile de-a lungul țărmului cu Ammophila arenaria („dune albe”), Dune de coastă fixe cu vegetație erbacee („dune gri”), Dune fixe decalcificate atlantice (Calluno-Ulicetea), Depresiuni intradunale umede, Dune cu vegetație ierboasă Malcolmietalia, Dune de coastă cu Juniperus spp., Dune cu tufărișuri sclerofile Cisto-Lavenduletalia, Dune împădurite cu Pinus pinea și/sau Pinus pinaster, Pajiști umede atlantice temperate cu Erica ciliaris și Erica tetralix, Pajiști uscate europene, Tufărișuri termo-mediteraneene și de pre-deșert, Pajiști carstice calcaroase sau bazofile, de Alysso-Sedion albi, Pajiști uscate seminaturale și facies de acoperire cu tufișuri pe substraturi calcaroase (Festuco-Brometalia) (* situri importante pentru orhidee), Pseudostepă cu ierburi și specii anuale de Thero-Brachypodietea, Pante stâncoase calcaroase cu vegetație casmofită, Peșteri marine scufundate complet sau parțial.
La baza desemnării sitului se află mai multe specii protejate:
- plante (5): Herniaria maritima, Jonopsidium acaule, Limonium multiflorum, Silene longicilia, Verbascum litigiosum
- mamifere (1): vidră de râu (Lutra lutra)

Pe lângă speciile protejate, pe teritoriul sitului au mai fost identificate 14 specii de plante, 1 specie de mamifere, 1 specie de pești, 1 specie de reptile.